# Llista d'episodis de The IT Crowd
Aquest article correspon a la llista d'episodis de la sèrie de televisió britànica The IT Crowd. Aquesta comèdia anglesa va ser estrenada el 3 de febrer de 2006 pel canal Channel 4. A Catalunya va començar a emetre's al Canal 3XL, en català el 16 de febrer de 2011.

## Resum
| Temporada | Temporada | Episodis | Estrena                | Final                  | DVD per regió          | DVD per regió          | DVD per regió         |
| Temporada | Temporada | Episodis | Estrena                | Final                  | Regió 1                | Regió 2                | Regió 4               |
| --------- | --------- | -------- | ---------------------- | ---------------------- | ---------------------- | ---------------------- | --------------------- |
|           | 1         | 6        | 3 de febrer de 2006    | 3 de març de 2006      | 31 de març de 2009     | 13 de novembre de 2006 | 6 de desembre de 2006 |
|           | 2         | 6        | 24 d'agost de 2007     | 28 de setembre de 2007 | 30 de juny de 2009     | 1 d'octubre de 2007    | 19 de març de 2009    |
|           | 3         | 6        | 21 de novembre de 2008 | 26 de desembre de 2008 | 15 de setembre de 2009 | 16 de març de 2009     | 1 d'abril de 2010     |
|           | 4         | 6        | 25 de juny de 2010     | 30 de juliol de 2010   | 14 de desembre de 2010 | 27 de setembre de 2010 | 2 de desembre de 2010 |
|           | Especial  | 1        | 27 de setembre de 2013 | 27 de setembre de 2013 |                        |                        |                       |

## Primera temporada
| Episodi | Codi | Títol original              | Títol en català              | Emissió original     | Emissió a Catalunya  |
| --- | ---- | --------------------------- | ---------------------------- | -------------------- | -------------------- |
| |      |                             |                              |                      |                      |
| 1 | 1-01 | Yesterday's Jam             | Melmelada caducada           | 3 de febrer de 2006  | 16 de febrer de 2011 |
| Denholm Reynholm, el director d'Indústries Reynholm, entrevista a la Jen Barber per contractar-la com a nou cap del departament d'informàtica (TIC). La Jen no té cap tipus d'experiència sobre informàtica a part d'enviar i rebre e-mails, però amb la seva habilitat per dir mentides, aconsegueix el lloc. En Roy i en Maurice Moss són els informàtics de l'empresa i els seus nous subordinats a partir d'ara. Els dos tenen molts coneixements sobre informàtica però no saben relacionar-se amb la resta de companys d'empresa i no se senten respectats. Sobtats per l'arribada de la Jen, aviat s'adonen que la Jen no està capacitada pel nou càrrec i decideixen parlar amb el cap. Tanmateix, amb l'amenaça que aniran tots al carrer, es fan enrere i decideixen trobar una solució perquè la Jen sigui útil al departament.                                                          |      |                             |                              |                      |                      |
| |      |                             |                              |                      |                      |
| 2 | 1-02 | Calamity Jen                | Jen Calamitat                | 3 de febrer de 2006  | 23 de febrer de 2011 |
| Tota l'empresa s'ha reunit per una nova iniciativa del Denholm, treure tot l'estrès de l'oficina i que tots aprenguin treballar tranquils. Per això, realitza un seminari sobre l'estrès i els seus efectes. Per altra banda, la Jen s'ha obsessionat en unes sabates que ha vist en un aparador però l'únic model que queda disponible és tres números inferior al seu peu. En Roy i en Moss, sense mala intenció, aconsegueixen boicotejar el seminari i fer embogir el professor. Mentrestant, la Jen es compra les sabates tot i que li van molt petits. Finalment, es declara un incendi al soterrani de l'edifici, però en Moss és incapaç d'apagar-lo i decideix enviar un correu electrònic als bombers. |      |                             |                              |                      |                      |
| |      |                             |                              |                      |                      |
| 3 | 1-03 | 50:50                       | El cinquanta per cent        | 10 de febrer de 2006 | 2 de març de 2011    |
| Després que en Roy hagi tingut una cita horrible amb una noia de l'oficina perquè va portar xocolata al front que semblava excrement durant tota la nit, en Roy ha de patir les bromes sobre aquesta història. Convençut que aquest no en va ser el motiu, decideix penjar un anunci a internet per demostrar que les dones realment desitgen un home prepotent. Per altra banda, la Jen intenta flirtejar amb un guarda de seguretat, en Daniel, i aquest, impressionat pel seu coneixement i cultura, accedeix a trucar-la. Encara que ella no ho sap, resulta que en Daniel participa al concurs de televisió "Qui vol ser milionari?" i utilitza a la Jen com a comodí de la trucada. - El creador de la sèrie, Graham Linehan, interpreta un cantant mariachi al final de l'episodi. - La veu del presentador del programa en la versió anglesa és la del presentador original, Chris Tarrant. |      |                             |                              |                      |                      |
| |      |                             |                              |                      |                      |
| 4 | 1-04 | The Red Door                | La porta vermella            | 17 de febrer de 2006 | 9 de març de 2011    |
| En Roy puja a arreglar l'ordinador d'una noia de la oficina però aquesta no s'adona que en Roy és a sota l'escriptori i queda atrapat. Mentre en Moss puja a ajudar-lo, la Jen aprofita per obrir una porta vermella que hi ha al soterrani desobeint les ordres d'en Roy i en Moss. En teoria era un magatzem, però en realitat es tracta de la sala de servidors i allà hi treballa en Richmond. D'estètica gòtica i aïllat de la resta, s'encarrega de vigilar els servidors encara que no hi entén. En Richmond havia estat sostsdirector de l'empresa però un dia va descobrir el grup de música Cradle of Filth, fet que li va canviar totalment la vida i en Denholm el va relegar al departament d'informàtica. |      |                             |                              |                      |                      |
| |      |                             |                              |                      |                      |
| 5 | 1-05 | The Haunting of Bill Crouse | La maledicció de Bill Crouse | 24 de febrer de 2006 | 16 de març de 2011   |
| La Jen té un cita molt desagradable amb en Bill Crouse, també treballador de l'empresa, i no en vol saber res més. Quan en Bill baixa al soterrani a veure-la, en Moss el menteix dient que la Jen ha mort perquè així no la molesti. En Bill aprofita l'avinentesa per dir a tothom que va ser l'últim home amb qui va anar al llit encara que no és veritat. La Jen no en sap res i de sobte apareix a l'homenatge que li havien preparat a l'oficina amb la presència d'un fals Elton John. A més, una sèrie de casualitats fan que en Bill es pensi que el fantasma de la Jen l'està perseguint perquè deixi de mentir sobre la cita que van tenir. Mentrestant, a causa d'un malentès, en Roy crida l'atenció d'una netejadora molt lletja, la Judy, quan intentava flirtejar amb una atractiva noia de l'oficina, la Julie.                                                                   |      |                             |                              |                      |                      |
| |      |                             |                              |                      |                      |
| 6 | 1-06 | Aunt Irma Visits            | La tia Maria                 | 3 de març de 2006    | 23 de març de 2011   |
| La Jen té la menstruació (ella l'anomena tia Irma) i està molt susceptible. En Roy i en Moss pateixen el mal humor de la Jen però alhora comencen a sentir-se diferents, com si també tinguessin la menstruació. En Moss envia un correu electrònic als seus coneguts de la comunitat informàtica explicant els seus símptomes i les seves sensacions. Aquests creen una pàgina web sobre en Roy i en Moss i, mentrestant, comencen a produir-se disturbis arreu del món causats per informàtics amb aquesta síndrome. - El domini "www.ladyproblems.com" va ser registrat per la productora Freemantle el 24 d'agost de 2005 però mai ha estat actiu. |      |                             |                              |                      |                      |
| |      |                             |                              |                      |                      |

## Segona temporada
| Episodi | Codi | Títol original             | Títol en català           | Emissió original       | Emissió a Catalunya |
| --- | ---- | -------------------------- | ------------------------- | ---------------------- | ------------------- |
| |      |                            |                           |                        |                     |
| 7 | 2-01 | The Work Outing            | Sortida col·lectiva       | 24 d'agost de 2007     | 30 de març de 2011  |
| En Philip, un treballador de l'oficina, convida a la Jen a veure un musical i en Roy i en Moss s'hi autoconviden encara que en Philip no hi posa cap inconvenient. La sorpresa arriba quan el musical que van a veure és homosexual (Gay! – A Gay Musical). A més, durant una aturada perquè hi participi el públic, confonen en Moss i en Roy per una parella homosexual. Durant l'intermedi, en Roy insinua a la Jen que té molts indicis de què en Philip sigui gai encara que ell no ho reconegui. Cansats de l'obra, en Roy i en Moss aprofiten per anar al lavabo però un vigilant els posa nerviosos i no poden orinar. Finalment, en Roy decideix anar al servei per discapacitats i en Moss al dels treballadors, però per diferents motius, tots dos són descoberts. - El productor de la sèrie, Ash Atalla, apareix al final de l'episodi interpretant un gai desenfrenat. |      |                            |                           |                        |                     |
| |      |                            |                           |                        |                     |
| 8 | 2-02 | Return of the Golden Child | El retorn del fill pròdig | 31 d'agost de 2007     | 6 d'abril de 2011   |
| Durant una reunió de la direcció de l'empresa, en Denholm es suïcida tirant-se per la finestra de la sala perquè la policia ha vingut a investigar uns comptes fraudulents d'Indústries Reynholm. Mentrestant, en Moss li ha fet un qüestionari per internet sobre salut general a en Roy. El resultat és que morirà aquesta mateixa setmana coincidint amb el funeral del Denholm. La Jen no es deixa fer el qüestionari perquè considera que està bé de salut tot i que va fumar molt fins fa uns anys. Abans d'assistir al funeral, el successor d'en Denholm com a cap d'empresa visita el departament d'informàtica per comunicar-los que seran despatxats ja que no els considera necessaris, però durant la celebració del funeral, de sobte apareix en Douglas, el fill desaparegut d'en Denholm.                                                                             |      |                            |                           |                        |                     |
| |      |                            |                           |                        |                     |
| 9 | 2-03 | Moss and the German        | En Moss i l'alemany       | 7 de setembre de 2007  | 13 d'abril de 2011  |
| En Roy i en Moss queden per veure una pel·lícula però s'adonen que passen massa temps junts i no es relacionen amb ningú més. Mentre en Roy està desesperat per veure un DVD pirata sobre l'última pel·lícula d'en Quentin Tarantino, en Moss s'apunta a un curs de cuina alemanya. Degut a un error en l'anunci, es produeix una confusió ja que, realment, un alemany caníbal buscava una persona per ser menjada. Per altra banda, la Jen s'ha tornat a enganxar al tabac però veu com l'empresa no dona cap facilitat per poder fumar, i a més, cada vegada els està aïllant més. - L'escena sobre la cerca d'una persona per ser menjada és una paròdia sobre el crim d'Armin Meiwes. - La atmosfera comunista de la zona de fumadors parodia l'estil depriment de Doctor Zhivago. - Al final de l'episodi, el caníbal alemany toca el lema de la sèrie amb el seu violoncel.    |      |                            |                           |                        |                     |
| |      |                            |                           |                        |                     |
| 10 | 2-04 | The Dinner Party           | El sopar                  | 14 de setembre de 2007 | 27 d'abril de 2011  |
| La Jen i el seu nou xicot, en Peter File, organitzen un sopar amb uns amics solters. No obstant això, els amics d'en Peter que no poden venir, i per tal de no cancel·lar el sopar a última hora, la Jen es veu obligada a convidar els seus tres companys de departament. La Jen no està gens segura que el sopar acabi bé i s'encarrega d'escollir les parelles abans. En Roy s'asseurà amb la Paula, una model que recentment ha patit un accident de trànsit i porta tota la cara embenada. En Moss s'asseurà amb la Margaret, una dona divorciada que s'emborratxa fàcilment, i finalment, en Richmond amb la Jessica, una noia que té una forma de parlar i d'expressar-se molt irritant. - Durant l'episodi hi ha diverses referències a la pronunciació anglesa del nom Peter File, semblant a pedòfil.                                                                       |      |                            |                           |                        |                     |
| |      |                            |                           |                        |                     |
| 11 | 2-05 | Smoke & Mirrors            | Fum i miralls             | 21 de setembre de 2007 | 4 de maig de 2011   |
| La Jen pateix els problemes de vestir un sostenidor dolent i en Moss supera la seva habitual sensibilitat per a la roba interior femenina dissenyant un nou model. La Jen prova l'invent i resulta ser perfecte, de forma que animen a en Moss a presentar-se al programa de televisió "Dragons' Den". Abans, el conviden a una entrevista a la televisió, però a causa d'un malentès amb el pseudònim que utilitza, apareix en una entrevista sobre els conflictes d'Iraq representant el Ministeri de Defensa. Posteriorment, el nou sostenidor comença a tenir problemes de sobreescalfament. - Dragon' Den és un programa de la televisió anglesa on els concursants presenten invents, idees o negocis. |      |                            |                           |                        |                     |
| |      |                            |                           |                        |                     |
| 12 | 2-06 | Men Without Women          | Homes sense dones         | 28 de setembre de 2007 | 11 de maig de 2011  |
| En Douglas està obsessionat amb la Jen i vol anar al llit amb ella com sigui. Després de fer-la pujar al seu despatx infinitat de cops i per motius ridículs, decideix ascendir-la i li ofereix ser la seva assistent personal. Ella accepta ja que creu que està perdent el temps al departament d'informàtica i li augmentaran el sou. En Douglas insisteix en seduir la Jen però ella no se sent gens atreta per ell. Mentrestant, en Roy i en Moss tenen total llibertat per fer el que volen ara que no hi ha ningú que els supervisi. - El títol original de l'episodi era "The Joy of Sex" (El plaer del sexe). |      |                            |                           |                        |                     |
| |      |                            |                           |                        |                     |

## Tercera temporada
| Episodi | Codi | Títol original  | Títol en català          | Emissió original       | Emissió a Catalunya |
| --- | ---- | --------------- | ------------------------ | ---------------------- | ------------------- |
| |      |                 |                          |                        |                     |
| 13 | 3-01 | From Hell       | Des de l'infern          | 21 de novembre de 2008 | 18 de maig de 2011  |
| La Jen ha contractat a un tipus per fer unes obres a casa seva però en Roy creu que aquest home és d'un programa de televisió on els obrers orinen a les piques de les cases on treballen. Per evitar problemes, la Jen se'n va a casa seva i controlar tots els moviments de l'obrer. En Moss té problemes amb uns gamberros del parc però no té prou confiança en si mateix com per enfrontar-si. Per altra banda, l'irresponsable d'en Douglas està arruïnant la seva empresa i l'advocat li demana que no faci res per no empitjorar la crisi de l'empresa fins que es reuneixin amb l'altre soci. Tot i això, casualment troba una pistola en el seu despatx i comença a jugar amb ella.                                    |      |                 |                          |                        |                     |
| |      |                 |                          |                        |                     |
| 14 | 3-02 | Are We Not Men? | No som homes?            | 28 de novembre de 2008 | 25 de maig de 2011  |
| En Roy i en Moss s'involucren en un gran embolic, després d'intentar integrar-se al món dels homes "normals" en un bar utilitzant tòpics relacionats amb el futbol sense entendre de què parlen. Per tal de millorar la relació d'amistat, els nous amics li demanen a en Roy que els porti a un lloc amb cotxe i resulta que realment volen robar un banc. Mentrestant, la Jen intenta mantenir una relació amb un home força estrany i els seus companys li fan veure que sembla un mag. |      |                 |                          |                        |                     |
| |      |                 |                          |                        |                     |
| 15 | 3-03 | Tramps Like Us  | Pidolaires com nosaltres | 5 de desembre de 2008  | 1 de juny de 2011   |
| La Jen comença a qüestionar-se la seva vida laboral i els seus objectius professionals, de manera que decideix que ja és hora de prendre un altre rumb. Mentre realitza algunes entrevistes en altres empreses, a en Roy li succeeixen una sèrie d'esdeveniments desafortunats a la feina. Per evitar una condemna d'assetjament sexual contra la Jen, en Douglas accepta portar uns pantalons que deixen anar descàrregues elèctriques quan té pensaments sexuals. |      |                 |                          |                        |                     |
| |      |                 |                          |                        |                     |
| 16 | 3-04 | Speech          | El discurs               | 12 de desembre de 2008 | 8 de juny de 2011   |
| La Jen està molt contenta perquè l'han declarat "Treballadora del Mes" de l'empresa però ha de fer un discurs sobre la seva secció davant la junta d'accionistes i ella no sap res d'ordinadors. Com que l'èxit li ha pujat al cap, en Roy i en Moss s'ofereixen a fer-li el discurs per deixar-la en ridícul davant de tots els treballadors. A part del discurs, li fan creure que un petit dispositiu electrònic és Internet. Mentrestant, en Douglas se sent atret per una periodista que el vol entrevistar per ser un dels homes més rics del país i la convenç per tenir una cita. Durant el sopar, ella confessa que abans havia estat un home però sembla que a ell no li importa i comencen a tenir relacions sexuals. |      |                 |                          |                        |                     |
| |      |                 |                          |                        |                     |
| 17 | 3-05 | Friendface      | El Friendface            | 19 de desembre de 2008 | 15 de juny de 2011  |
| La Jen convenç en Roy i en Moss per unir-se a una nova xarxa social anomenada Friendface, i poc a poc s'hi comencen a obsessionar. La Jen troba una antiga amiga de l'escola i queden per fer un sopar amb totes les companyes i així demostrar que ha triomfat tan en la seva vida personal com professional. En Roy troba una antiga xicota que no vol tornar a veure perquè la noia utilitzava massa maquillatge. |      |                 |                          |                        |                     |
| |      |                 |                          |                        |                     |
| 18 | 3-06 | Calendar Geeks  | Calendari de geeks       | 26 de desembre de 2008 | 22 de juny de 2011  |
| En Roy intenta lligar amb les noies de la setena planta de l'edifici i les convenç per realitzar un calendari on apareguin nues per recaptar fons a favor de les víctimes d'estrabisme. Ell en serà el fotògraf però la Jen se sent ofesa per la idea i les persuadeix per fer un calendari de les seves àvies. En Douglas decideix subvencionar el projecte però fa responsable la Jen de que almenys han d'aconseguir un milió de lliures. L'única idea que se'ls acut per fer interessant el calendari és realitzar un calendari de geeks en posicions sexys. |      |                 |                          |                        |                     |
| |      |                 |                          |                        |                     |

## Quarta temporada
| Episodi | Codi | Títol original           | Títol en català            | Emissió original     | Emissió a Catalunya  |
| --- | ---- | ------------------------ | -------------------------- | -------------------- | -------------------- |
| |      |                          |                            |                      |                      |
| 19 | 4-01 | Jen the Fredo            | La Jen i en Fredo          | 25 de juny de 2010   | 16 de febrer de 2011 |
| La Jen vol seguir progressant dins l'empresa i s'ofereix com a candidata pel lloc de director d'entreteniment. Malgrat les desavinences amb en Douglas perquè ell creu que aquesta posició l'ha d'ocupar un home, finalment accepta els seus desitjos. En Moss i en Roy l'adverteixen que no és una feina per ella, ja que no sap que aquesta feina significa portar homes a clubs d'striptease. Per altra banda, en Roy continua enfonsat perquè la seva xicota l'ha deixat sense dir-li adéu. - El títol de l'episodi es refereix al fet que la nova feina que vol realitzar la Jen és la mateixa que feia el personatge Fredo Corleone a El Padrí.                                               |      |                          |                            |                      |                      |
| |      |                          |                            |                      |                      |
| 20 | 4-02 | The Final Countdown      | El compte enrere definitiu | 2 de juliol de 2010  | 16 de febrer de 2011 |
| En Moss és escollit per participar en el concurs de televisió Countdown i acaba batent tots els rècords establerts. Posteriorment rep una invitació per formar part del "8+ Club", club exclusiu per a grans concursants de Countdown. Allà és tractat com un rei però un gelós ex-campió el repta a un duel. Per altra banda, el Roy es troba un antic company d'institut, però per error, pensa que treballa de netejafinestres i en Roy intenta desesperadament demostrar-li que no és veritat. A la Jen li prohibeixen entrar a les reunions de caps de departament i ella sospita que en aquestes reunions hi passa alguna estranya.                                                           |      |                          |                            |                      |                      |
| |      |                          |                            |                      |                      |
| 21 | 4-03 | Something Happened       | No sé què ha passat        | 9 de juliol de 2010  | 23 de febrer de 2011 |
| La Jen i en Roy van a un concert i mentre en Roy pateix problemes a l'esquena per culpa de l'altra gent, la Jen s'enamora mútuament amb el teclista de la banda musical. En Roy va al massatgista per calmar els dolors però se sent indignat perquè abans d'acabar la feina, el massatgista li fa un petó el cul. La Jen continua vivint el seu idil·li amb el músic i en Douglas esdevé seguidor de l'Església de l'Espaiologia i intenta convèncer a tothom perquè segueixen els seus passos. |      |                          |                            |                      |                      |
| |      |                          |                            |                      |                      |
| 22 | 4-04 | Italian for Beginners    | Italià per a principiants  | 16 de juliol de 2010 | 23 de febrer de 2011 |
| En Roy manté una relació amb una noia orfe que li explica que els seus pares van morir en un incendi en un parc temàtic sobre el mar. En Roy no entén com va poder passar aquest succés i s'obsessiona per trobar-li una explicació i no pensar que l'ha enganyat. En Moss perd el mòbil en un vàter, i quan veu un iPhone en una màquina de joguines, s'introdueix en el seu interior per aconseguir-lo sense haver de pagar a Apple. Per altra banda, la Jen està gelosa d'una companya seva i es fa passar per intèrpret d'italià per tal de comunicar-se amb un important client italià i ser així el centre d'atenció de l'empresa.                                                            |      |                          |                            |                      |                      |
| |      |                          |                            |                      |                      |
| 23 | 4-05 | Bad Boys                 | Males peces                | 23 de juliol de 2010 | 1 de març de 2012    |
| En Moss i en Roy se'n van a dinar junts fora de l'empresa i quan tornen, es troben el carrer tallat per una amenaça de bomba. En Roy convenç en Moss de fer campana i perdre el temps durant tot el dia. En Moss està molt atabalat perquè no havia fet mai campana, però alhora, també està cansat de ser sempre un bon noi i poc a poc es transforma en un delinqüent. Per altra banda, a l'empresa celebren una festa per un treballador, però realment és una tapadora perquè aquest conegui secrets dels treballadors ja que serà designat cap de recursos humans. Descobreix que la Jen no té coneixements d'informàtica i si no realitza correctament un petit qüestionari, serà despatxada. |      |                          |                            |                      |                      |
| |      |                          |                            |                      |                      |
| 24 | 4-06 | Reynholm contra Reynholm | Reynholm Vs Reynholm       | 30 de juliol de 2010 | 1 de març de 2012    |
| La segona dona d'en Douglas, la Victòria, ha tornat després de només dues setmanes de matrimoni i desaparèixer. Tot i intentar reprendre el matrimoni, en Douglas vol divorciar-se i ella li reclama tants diners que ensorrarà Reynholm Industries. Preparant el judici, en Douglas decideix defensar-se a si mateix i contracta la Jen com a assistent. En Roy i en Moss són cridats com a testimonis però tots dos tenen experiències traumàtiques relacionades amb la Justícia i no aporten rés al cas. Ja a la desesperada recorren a un testimoni molt especial. - Diverses escenes es desenvolupen al The Flappy Duck, paròdia del prestigiós restaurant The Fat Duck.                       |      |                          |                            |                      |                      |
| |      |                          |                            |                      |                      |

## Especial "The Internet Is Coming" (2013)
A l'octubre de 2011, Graham Linehan va explicar que es faria un episodi especial per a acabar la sèrie. El 8 de maig de 2013, Channel 4 i la BBC varen confirmar que es començaria a rodar en poques setmanes i que s'emetría el mateix any. La web Den of Geek's spoiler-free review va destapar el títol de "The Internet is Coming" (Està venint la internet).
| Episodi | Codi | Títol original         | Títol en català | Emissió original       | Emissió a Catalunya |
| --- | ---- | ---------------------- | --------------- | ---------------------- | ------------------- |
| |      |                        |                 |                        |                     |
| 25 |      | The internet is coming |                 | 27 de setembre de 2013 |                     |
| Un vídeo on la Jen escup una tassa de café a un sense sostre es torna viral i en Roy es catalogat com a racista de nans després de discutir-ne amb un. - Aquest episodi és un especial d'una hora, - Noel Fielding és la estrella convidada en el paper de Richmond. |      |                        |                 |                        |                     |
| |      |                        |                 |                        |                     |